# Eberhard II Wirtemberski (książę)
Eberhard VI Wirtemberski (ur. 1 lutego 1447 Waiblingen, zm. 17 lutego 1504 Lindenfels) – hrabia Wirtembergii-Stuttgart, książę Wirtembergii.
Syn Ulryka V i Elżbiety z Bawarii.
W młodości przebywał na dworze Burgundii. W 1461 roku wziął udział w koronacji Ludwika XI. Około 1466 roku ożenił się z Elżbietą Hohenzollern, córką margrabiego Brandenburgii Albrechta III Achillesa i Małgorzaty Badeńskiej.
8 lutego 1480 roku przejął władzę po ojcu w hrabstwie Wirtembergii-Stuttgart jako Eberhard VI. Jednak już po dwóch latach 14 grudnia 1482 roku zgodnie z wcześniejszym porozumieniem połączył dwie części Wirtembergii oddając władzę w ręce Eberharda V. W 1495 roku Eberhard V uzyskał tytuł księcia, a Eberhard był jego następcą.
Po śmierci Eberharda V wstąpił na tron jako Eberhard II. Elity Wirtembergii nie uznały jednak tego faktu i poprosiły o działanie cesarza Maksymiliana I. W 1498 roku oddał tron swojemu bratankowi Ulrykowi.
Zmarł na zamku Lindenfels, gdzie był przetrzymywany przez Filipa z Palatynatu.